# قنوت

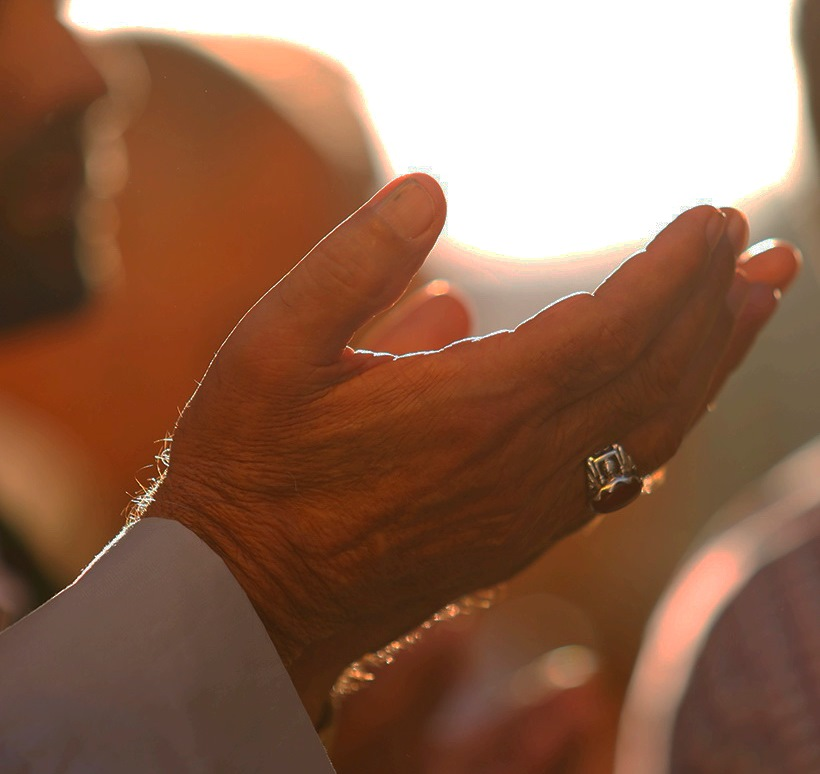
حالت دست‌ها در هنگام خواندن قنوت

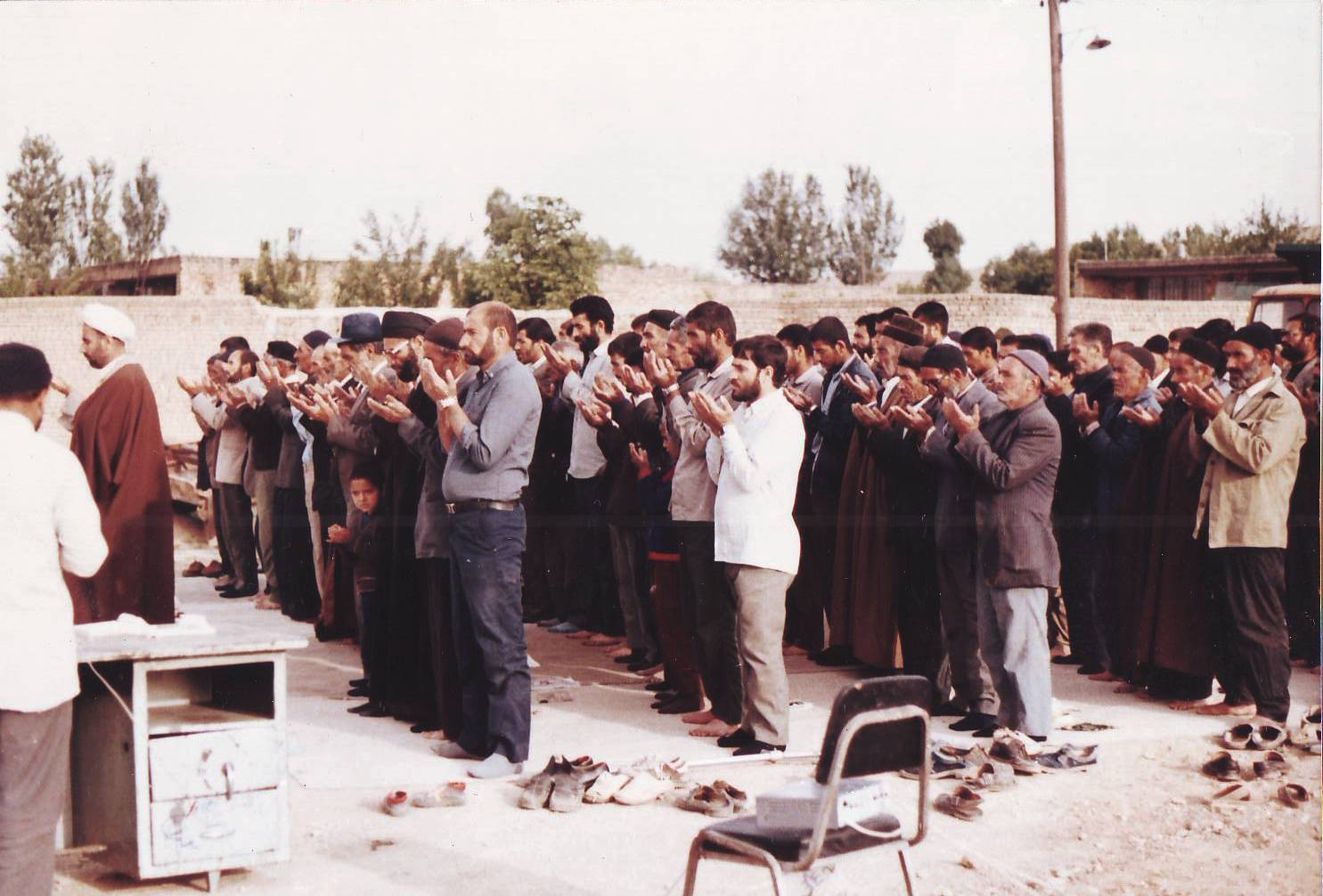
گروهی در حال خواندن قنوت نماز عید فطر در ازنا، ایران

قنوت  از ریشهٔ «قنو» است که در لغت به معنای به دست آوردن چیزی و خوشهٔ خرما آمده و در اصطلاح قرآنی یعنی طاعت و پرستش همراه با خضوع و فروتنی؛ که در واقع به معنای به دست آوردن حالت خضوع در عبادت به صورت قیام، سجده و رکوع بعد از تحقق ایمان می‌باشد. البته «قنوت» در اصطلاح فقه دعا و ثنا در پیشگاه خداوند متعال در موضع خاصی از نماز است؛ و کیفیت آن در نزد امامیه، بلند کردن دست‌ها تا مقابل صورت بوده، به طوریکه کف دست‌ها رو به آسمان و در حال خواندن دعا باشد.

## فلسفه و رموز قنوت
- نمازگزار در قنوت این اجازه را می‌یابد که خواسته‌ها و نیازهای معنوی و مادی خود را مطرح کند و استجابت آن‌ها را از آفریدگارش طلب نماید. به هر حال قنوت در نماز یک مرحله حساس است و طبق احادیث، دعا در آن مستجاب می‌گردد.[۶]
- قنوت و دعای در آن، نشانه تواضع و خدا خواهی انسان است. خداوند می‌فرماید: مرا (با خلوص دل) بخوانید تادعای شما را اجابت کنم. آنان که از دعا و عبادت من اعراض و سرکشی کنند زود باشد که با ذلت و خواری، داخل جهنم شوند.[۷]

## نظر شیعه و اهل سنت

### شیعه
خواندن قنوت در نماز (دست‌ها را مقابل صورت گرفتن و دعا خواندن) بگونه‌ای که در میان شیعه معمول و متداول است (گرفتن دو دست به صورت در رکعت دوم، قبل از رفتن به رکوع) در هیچ‌یک از مذاهب چهارگانه اهل سنت متداول نیست.
در همه نمازهای واجبی و مستحبی در رکعت دوم قنوت قبل از رکوع مستحب است.

### اهل سنت
در میان فقیهان اهل سنت دربارهٔ قنوت نظر واحدی وجود ندارد در میان آن‌ها در این مسئله اختلاف است.
- شافعی می‌گوید: قنوت در نماز صبح در همه اوقات مستحب است.[۸]
- ابو حنیفه می‌گوید: قنوت جز در نماز «وتر» در دیگر نمازها مکروه است.[۹]
- ابو یوسف شاگرد ابو حنیفه می‌گوید: وظیفه مأموم پیروی از امام است، هرگاه او قنوت به جا آورد، مأموم باید از آن پیروی کند.
- احمد بن حنبل می‌گوید: قنوت برای امام در نماز در صورتی درست است که گروهی را برای جهاد اعزام کند.[۱۰]

## خواندن قنوت به زبان غیر عربی
- روح الله خمینی:در تحقق و عدم تحقق قنوت تأمل است. (احتیاط کند و به عربی بخواند یا به اعلم بعدی رجوع کند).[۱۱]
- محمدعلی اراکی:جایز است و قنوت محقق می‌شود.[۱۲]
- محمدتقی بهجت:جایز است و قنوت محقّق می‌شود.[۱۳]
- میرزا جواد تبریزی:ظاهر این است وظیفه قنوتی به غیر عربی ادا نمی‌شود؛ اما اگر به غیر عربی خواند، نمازش صحیح است[۱۴]
- ابوالقاسم خویی:ظاهر این است وظیفه قنوتی به غیر عربی ادا نمی‌شود اما اگر به غیر عربی خواند نمازش صحیح است[۱۵]
- سید علی سیستانی:در تحقق وظیفه قنوتی به غیر عربی اشکال است اما اگر به فارسی دعا کرد نمازش صحیح است[۱۶]
- لطف‌الله صافی گلپایگانی:وظیفه قنوتی انجام نمی‌شود ولی مبطل نماز نیست[۱۷]
- محمد فاضل لنکرانی:وظیفه قنوت به غیر عربی ادا نمی‌شود[۱۸]
- ناصر مکارم شیرازی:وظیفه قنوتی به غیر عربی محقق نمی‌شود[۱۹]
- حسین نوری همدانی:ظاهر این است وظیفه قنوتی به غیر عربی ادا نمی‌شود؛ اگر چه ضروری به صحت نماز نمی‌زند[۲۰]
- حسین وحید خراسانی:ظاهر این است وظیفه قنوتی به غیر عربی ادا نمی‌شود؛ اگر چه ضروری به صحت نماز نمی‌زند.[۲۱]